# Farmacopea europea
La farmacopea europea (PhEur) è il codice farmaceutico che armonizza i testi delle principali farmacopee ufficiali degli stati europei e individua norme comuni riconosciute sulla qualità delle medicine; ha lo scopo di assicurare parametri di qualità omologhi per le medicine a livello europeo. 
Gli stati europei che partecipano alla Convenzione sull'Elaborazione di una Farmacopea Europea si impegnano ad adottare questa farmacopea comune accanto alla propria farmacopea nazionale: ogni stato può scegliere se riportare o meno, nella propria farmacopea, le monografie della farmacopea europea. Alcuni paesi dell'Unione Europea, e tra questi l'Italia, utilizzano accanto alla propria farmacopea, la farmacopea europea, come farmacopea nazionale. Nelle etichette dei farmaci la sigla PE accanto al nome delle sostanze indica che le sostanze utilizzate rispondono alle specifiche di qualità richieste dalla farmacopea europea.
La redazione della farmacopea europea è affidata alla "Commissione della Farmacopea Europea", che si occupa di elaborare i testi, di approvarli e di pubblicarli e revisionarli, mentre il "comitato di salute pubblica" esercita attività di controllo.
A partire dalla prima edizione nel 1969, la farmacopea europea viene pubblicata ogni tre anni, con supplementi ogni quattro mesi, ed esiste nelle edizioni in francese e in inglese. L'edizione attuale è l'undicesima, in vigore dal 1º gennaio del 2023. 
È articolata in due volumi: il primo riporta una parte generale, che comprende una prefazione, un'introduzione l'elenco dei membri della commissione e i capitoli generali, e le monografie generali. 
Il secondo volume riporta le monografie specifiche delle sostanze (prodotti chimici, organici, di sintesi o estrattivi, inorganici, vegetali, biotecnologici). Per ciascun prodotto vengono descritti i caratteri chimico-fisici, i caratteri chimici, le reazioni di identificazione, i saggi cui ciascun prodotto deve rispondere, il metodo di determinazione quantitativa e in qualche caso anche le modalità di conservazione. Oltre ai principi attivi, in questa parte sono riportati anche i composti utilizzati come eccipienti o anche i prodotti utilizzati come materie prime per i contenitori o prodotti che comunque entrano a far parte di un medicamento. 
Non è prevista alcuna indicazione relativamente all'attività terapeutica o alla tossicità, o ancora al dosaggio, in quanto la farmacopea corrisponde ad un codice di qualità.